# Danse country
Pour le film, voir Country Dance.
Ne doit pas être confondu avec country dance.
 (avril 2017).
Si vous disposez d'ouvrages ou d'articles de référence ou si vous connaissez des sites web de qualité traitant du thème abordé ici, merci de compléter l'article en donnant les références utiles à sa vérifiabilité et en les liant à la section « Notes et références ».

La danse country désigne les formes de danses pratiquées sur de la musique country. Originaire des États-Unis, sa pratique s'est étendue dans le monde.
Elle ne doit pas être confondue avec la country dance, nom anglais désignant les différentes formes de danses à figures pratiquées à l'origine en Angleterre.

## Généralités

### Principe
La country se danse sur tous les types de musique country : valse, cha-cha-cha, irlandais, rock, pop, voire tango, etc. Chaque musique jouée lors d'un bal country peut donner lieu à l'exécution d'une ou plusieurs chorégraphies. Une même chorégraphie peut être effectuée sur plusieurs musiques. Aujourd'hui, il existe plus de 2 000 chorégraphies. Le principe est simple : il faut répéter une chorégraphie sur un certain nombre de murs. Le mur de départ, appelé le mur de 12 heures, est par convention celui se situant face aux musiciens lors d'un concert, face au public sinon. Les danses sont majoritairement composées de deux ou quatre murs, mais certaines n'en ont qu'un seul, et d'autres se dansent en cercle, en couple (danse partner) ou face-à-face (danse contra). Certaines chorégraphies, comme Lookout, se dansent principalement en diagonale, c'est-à-dire entre deux murs. D'autres utilisent les diagonales pour quelques pas seulement, comme I Run to You.
Les chorégraphies sont composées de sections de 8 temps (6 dans le cas des valses). Les danses les plus courtes font 16 temps (très rarement moins, comme Pick a Bale qui fait 8 temps), la grande majorité des danses faisant 32, 48 ou 64 temps, et quelquefois beaucoup plus. Certaines comme Where the Wind Blows ou Centurion dépassent les 100 temps.
Certaines chorégraphies peuvent contenir des tags (morceau de chorégraphie rajouté de façon exceptionnelle) ou bien des restarts (la chorégraphie recommence au début). Certaines chorégraphies particulièrement avancées combinent plusieurs tags différents et plusieurs restarts. La difficulté d'une danse est souvent subjective : elle dépend bien sûr des tags, restarts, de la durée de la chorégraphie, mais aussi du départ, du style et beaucoup du feeling ressenti avec la musique.
Tout le monde peut créer une chorégraphie de danse country, à condition de respecter certains critères. Il existe quelques danses favorites que l'on retrouve très souvent en bal comme Toes, Home to Louisiana, Irish Stew, Easy Come Easy Go. La danse regroupant un maximum de danseurs sur la piste et qui est généralement dans les premières au Pot commun national de danse country est Hooked on Country.

### Niveaux
La danse country comprend différents niveaux de difficulté : débutant, novice, intermédiaire et avancé. Les danseurs peuvent très bien rester plusieurs années au même niveau.

### Chorégraphies
Les chorégraphies ci-dessous sont triées par niveaux. Le niveau est indiqué sur la feuille de pas écrite par le chorégraphe.
| Chorégraphies débutantes | Chorégraphies novices | Chorégraphies intermédiaires | Chorégraphies avancées | Autres chorégraphies    |
| ------------------------ | --------------------- | ---------------------------- | ---------------------- | ----------------------- |
| Cheyenne                 | Lay Low               | California Blue              | Holy Moly              | Billy's Dance (partner) |
| Easy Come Easy Go        | Lips So Close         | Countrified Soul             | Floor Of Flames        | Mexican Wind (partner)  |
| Hooked On Country        | Not Fair              | Doctor Doctor                | Kansas No More         | Seminole Wind (cercle)  |
| Lindy Shuffle            | South Of Santa Fe     | Long Hot Summer              | Overnight              | Texas Waltz (partner)   |
| Tango With The Sheriff   | White Rose            | We Are Tonight               | The Peaceful Valley    | The Wanderer (contra)   |

## Lacountryen France
Le producteur franco-américain Gilbert Rouit est à l'origine du premier club de country en France, fondé au Vésinet en 1979. À la création de Disneyland Paris en 1992, il rejoint le parc à thème pour animer un honky tonk. Aux côtés de l'Américain Robert Wanstreet (1960-2010), il participe à l'implantation durable dans le pays de la danse country, grâce à la création en 1993 à Paris du premier club amateur, Les Amis du Far West. Robert Wanstreet est également l'auteur de quelques chorégraphies, dont A Love Dance et Black Pony. La danse country passe à la télévision et séduit dans les réunions de particuliers et d'entreprises. Depuis, la danse country s'est popularisée, attirant un large public, notamment grâce à l'esprit convivial qui y règne, aux différences sociales un temps oubliées et l'esprit de liberté que ce « rêve américain » véhicule. En 2020, la France compte ainsi 2000 clubs et associations de danse country répartis sur le territoire, notamment dans les zones rurales et périurbaines, affiliés à deux fédérations nationales, l'une majoritaire, l'autre dissidente. Selon l'IFOP, la France compte 4 millions d'adeptes, avec une plus forte proportion chez les moins de 35 ans que chez les plus âgés. La visibilité de cette activité est pourtant méconnue car loin des radars médiatiques des grandes métropoles.

### Bals
Les bals sont de grands rassemblements de danseurs venus pour danser, se déroulant la plupart du temps le samedi soir ou le dimanche après-midi. Il y a généralement une playlist des chorégraphies qui vont passer pendant le bal. La danse d'ouverture est souvent Hooked on Country. Le bal peut également donner lieu à une initiation, et un moment peut aussi être réservé pour les danses à la demande, c'est-à-dire que les danseurs présents peuvent proposer des chorégraphies sur lesquelles ils souhaitent danser.
Lors des bals, il est nécessaire de connaître L'étiquette de la piste. Il s'agit d'un ensemble de règles, plus ou moins tacites, basées essentiellement sur le respect et le bon sens et qui permettent à chacun de danser dans de bonnes conditions. On peut citer quelques règles de base, comme :
- les boissons et la nourriture sont formellement interdites sur le parquet de danse, de même que le tabac.
- on ne traverse pas les lignes déjà formées, mais on vient les compléter en bout, ou on créé une nouvelle ligne à l'arrière.
- le port d'armes, même factices, ou d'éperons n'est pas permis sur la piste.
- on ne doit pas rester sur la piste de danse si l'on ne danse pas. Il est aussi coutume en cas d'accrochage ou de bousculade de s'excuser, et de remplacer le verre de la personne que l'on a bousculé si elle l'a renversé.

Il faut aussi tenir compte du découpage de la piste de danse :
- partie 1 : le centre de la piste est réservé aux danses stationnaires, en ligne, sans déplacement continu autour de la piste.
- partie 2 : la partie intermédiaire, réservée aux danses en couple progressives ou danses partner qui comportent par exemple des arrêts et des reprises.
- partie 3 : le bord de la piste est réservé aux danses progressives, utilisé par les danseurs sur des danses plus rapides.

### Pot commun
Une à deux fois par an, les animateurs se réunissent pour élire des danses à intégrer dans les programmes d'apprentissage et dans les bals. Le « Pot commun national » est un petit guide qui permet à chaque danseur de retrouver ce qui se danse le plus un peu partout en France. De plus, chaque région possède son propre Pot commun.
Chaque animateur propose plusieurs chorégraphies de différents niveaux et différents styles. Les animateurs votent ensuite pour les chorées qu'ils préfèrent. Les chorégraphies emportant la majorité des votes sont élues.

## Pas
Voici quelques pas les plus pratiqués en danse country :
- Triple Step : trois pas, semblable au pas chassé.
- Kick : coup de pied avec la pointe du pied tendue .
- Coaster Step : changement de poids en 3 pas, en arrière : un pied recule, l'autre assemble, le pied qui a reculé avance. En avant : un pied avance, l'autre assemble, le pied qui a avancé recule.
- Rock Step : deux transferts de poids.
- Grapevine : poser le pied droit à droite, croiser le pied gauche derrière, poser le pied droit à droite avec le poids du corps (se fait aussi vers la gauche et également avec 1/4 ou 1/2 tour).
- Stomp : pose du pied avec transfert du poids en tapant du talon.

## Dérivés
On trouve également de plus en plus de danses dites line dance ou new line, c'est-à-dire des chorégraphies de country sur des musiques très modernes et de genre non-country. Si les pas utilisés sont les mêmes, ces chorégraphies utilisent plus volontiers des développements plus amples, des glissés. On peut citer par exemple Rolling in the Deep et Watch It Burn, dansées respectivement sur Rolling in the Deep et Set Fire to the Rain d'Adele, Timber sur la chanson de Ke$ha ou encore Hey Brother d'Avicii.
En réaction à la new line, des clubs proposent de revenir à des chorégraphies jugées plus conformes à la tradition. Les pas sont généralement plus appuyés, avec une utilisation importante des talons et de la pointe des pieds.